# Бутан Таймс
«Бутан Таймс» (англ. Bhutan Times) — перша приватна газета в Бутані і друга, видана в королівстві після «Куенсел».
Перший номер газети вийшов 30 квітня 2006 року на 32 сторінках. У ньому було надруковано гучне інтерв'ю наслідного принца Бутану Джігме Кхесар Намг'ял Вангчука.
Створення вільної преси в Бутані є важливим кроком у демократичному перетворенні Бутану. До грудня 2007 року газета була щотижневою, після чого керівництво ухвалило рішення випускати газету двічі на тиждень. «Бутан Таймс» виходить по середах і неділях.
Керує цією приватною газетою група молодих журналістів і редакторів.
У 2006 році вийшла інша приватна газета «Бутан Обсервер».